# قرار مجلس الأمن التابع للأمم المتحدة رقم 773
قرار مجلس الأمن التابع للأمم المتحدة رقم 773 اعتمد في 26 أغسطس 1992 بعد التذكير بالقرارات رقم 687 و689، نظر المجلس في أعمال لجنة ترسيم الحدود بين العراق والكويت التي أنشئت في 2 مايو 1991 وكررت تأكيد موقفها من أنها ستخضع أي انتهاك لوقف إطلاق النار في منطقة منزوعة السلاح.